# L'Homme des services secrets
Pour plus de détails, voir Fiche technique et Distribution.
L'Homme des services secrets (Ein gewisser Herr Gran)  est un film d'espionnage allemand réalisé par Gerhard Lamprecht sorti en 1933.
Il s'agit de la version allemande du film français, coproduit avec l'Allemagne, Un certain Monsieur Grant réalisé par Gerhard Lamprecht sorti la même année.

## Synopsis
Certains agents d'un pays non spécifié attaquent un ingénieur italien pour obtenir des plans de construction importants et top secrets pour une défense antiaérienne électromagnétique stratégiquement importante. On dit que ce dispositif est capable d'arrêter les moteurs d'avion à grande distance, une invention révolutionnaire pour la défense contre les escadrons de bombardiers et les invasions aériennes. L'ingénieur est tué dans l'attaque. Malheureusement, il n'y a pas de doublons de ces documents, donc le capitaine des services secrets Bergall est chargé de récupérer les documents. Afin de ne pas attirer l'attention, il opère incognito et s'appelle désormais Gran pour sa mission. Il séjourne sous ce nom à Venise à l'hôtel Danieli. Là, il rencontre Viola Dolleen, la fille blonde d'un riche armateur. Mais la compétition apparaît avec le capitaine Gordon. Mais avec l'aide de Viola, Gordon qui surveillait Gran peut être écarté.
En suivant discrètement une conversation qu'une certaine femme Mervin a avec un italien nommé Beppo, Gran apprend qu'ils sont tous deux responsables de l'attaque. Les documents secrets ont été transmis au marchand d'art Tschernikoff, qui à son tour avait l'intention de vendre les plans de construction à Gordon. Il voyage à Rome dans le magasin d'art de Tschernikoff et se fait passer pour le capitaine Gordon. Mais le vieux Tschernikoff est un renard intelligent et a des doutes quant à savoir si cet homme est vraiment Gordon. De Venise, il avait été informé de la disparition et de l'apparition soudaine d'un certain M. Gran.
Dans la villa isolée de Tschernikoff, sa femme beaucoup plus jeune Bianca et le jeune peintre Pietro Broccardo sont impliqués dans une violente histoire d'amour ; Biance est même son modèle. Quand son mari revient, Pietro doit faire disparaître l'œuvre. L'apparition de Gran chez Tschernikoff met mal à l'aise. Dans un moment de négligence, au lieu d'un portrait de sa femme, Tschernikoff saisit accidentellement l'œuvre enveloppée avec Bianca nue. Le marchand d'art explique qu'il a besoin du portrait pour une exposition. Comme prévu, cependant, il ne s'agit en aucun cas du portrait, mais des documents secrets cachés derrière le tableau, que Tschernikoff veut maintenant sortir et vendre. Comme le receleur a pris la mauvaise œuvre, les dessins de construction sont toujours dans la villa de Tschernikoff. Lorsque M. Gran l'apprend, il se précipite dans la maison où un incendie se déclare soudainement et sauve les documents importants. Puis il s'explique avec Viola, qui pensait initialement qu'il était un magicien et plus tard un escroc et un imposteur, et tous deux envisagent de se marier.

## Fiche technique
- Titre français : L'Homme des services secrets[1]
- Titre original : Ein gewisser Herr Gran
- Réalisation : Gerhard Lamprecht assisté d'Erich Holder
- Scénario : Philipp Lothar Mayring, Fritz Zeckendorf
- Musique : Hermann Schulenburg
- Direction artistique : Otto Erdmann, Hans Sohnle (de)
- Costumes : Maria Spindler, Otto Suckrow
- Photographie : Eduard Hoesch (de)
- Production : Bruno Duday
- Sociétés de production : UFA
- Société de distribution : UFA
- Pays de production :  Reich allemand
- Langue : allemand
- Format : Noir et blanc - 1,37:1 - Mono - 35 mm
- Genre : Espionnage
- Durée : 101 minutes
- Dates de sortie :
  - Troisième Reich : 15 août 1933.
  - Hongrie : 27 septembre 1933.
  - États-Unis : 23 février 1934.
  - Suède : 17 mars 1934.
  - Finlande : 20 mai 1934.
  - Danemark : 15 août 1936.
  - France : 24 janvier 1941[1].

## Distribution
- Hans Albers : Bergall alias M. Gran
- Albert Bassermann : Tschernikoff
- Rose Stradner : Bianca, sa femme
- Walter Rilla : Pietro Broccardo
- Karin Hardt : Viola Dolleen
- Olga Tchekhova : Mme Mervin
- Hubert von Meyerinck : Gordon
- Hermann Speelmans (de) : Nica
- Hans Adalbert Schlettow : Beppo
- Hans Deppe : Rossi
- Fritz Odemar : L'homme triste
- Marcel Mermino : Le policier